# 山鹿市立六郷小学校
山鹿市立六郷小学校（やまがしりつ ろくごうしょうがっこう）は、熊本県山鹿市菊鹿町下永野にあった小学校。

## 沿革
- 1873年 - 島田小学校、上永野小学校創立。
- 1879年6月 - 五郎丸、永野、長村、嶋田の各校が所在。
- 1884年 - 五郎丸、上永野、進取、長村の各校が所在。
- 1887年 - 下内田小学校設置、上永野校を支校とする。
- 1892年 - 下内田小学校が下内田尋常小学校と改称、上永野尋常小学校が独立。
- 1913年 - 下内田尋常小学校が下内田尋常高等小学校と改称、上永野尋常小学校が上永野尋常高等小学校と改称。
- 1941年4月1日 - 六郷村立下内田尋常高等小学校が六郷西部国民学校、六郷村立上永野尋常高等小学校が六郷東部国民学校と改称。
- 1947年4月1日 - 六郷西部国民学校が六郷村立六郷西部小学校、六郷東部国民学校が六郷村立六郷東部小学校と改称。
- 1955年4月1日 - 六郷西部小学校が菊鹿村立中央小学校、六郷東部小学校が菊鹿村立東小学校と改称。
- 1965年10月1日 - 菊鹿町立中央小学校、菊鹿町立東小学校と改称。
- 1969年4月1日 - 合併し菊鹿町立六郷小学校となる。
- 2005年1月15日 - 山鹿市立六郷小学校と改称。
- 2016年4月1日 - 山鹿市立城北小学校、山鹿市立内田小学校、山鹿市立内田小学校矢谷分校、山鹿市立内田小学校山内分校と統合して山鹿市立菊鹿小学校へ